# هنري مارتين روبرت
هنري مارتين روبرت (بالإنجليزية: Henry Martyn Robert)‏ هو مهندس أمريكي، ولد في 2 مايو 1837 في مقاطعة جاسبر في الولايات المتحدة، وتوفي في 11 مايو 1923 في هورنيل في الولايات المتحدة.

## وصلات خارجية
- هنري مارتين روبرت على موقع الموسوعة البريطانية (الإنجليزية)
- هنري مارتين روبرت على موقع إن إن دي بي (الإنجليزية)